# Contagem de população
A contagem de população é o cálculo quantitativo do número de pessoas em uma dada região, cidade ou estado de um determinado país.

## Brasil
No Brasil, a contagem oficial de população é realizada pelo Instituto Brasileiro de Geografia e Estatística (IBGE), uma fundação de direito público interno ligada ao Ministério da Economia, que no intervalo entre dois censos demográficos, aproximadamente cinco anos depois e cinco anos antes, quantifica o número de habitantes dos municípios brasileiros.  
É uma ferramenta recente, tendo sido implementada pela primeira vez pelo governo no ano de 1996, para registrar fenômenos migratórios e atender a demandas de novos municípios que surgem no período inter-censos. Além disso, a contagem da população é baseada na obrigatoriedade do fornecimento de estatísticas populacionais, definida pela lei nº 8.443 de 16 de julho de 1992.
O objetivo principal da contagem é atualizar os dados estatísticos populacionais no intuito de orientar políticas e ações públicas com informações atualizadas sobre a população. Além disso, todos os municípios do país recebem o chamado Fundo de Participação dos Municípios (FPM), um repasse de verba da União, cujo quociente da fatia percentual é calculado com base na quantidade de habitantes levantada pelo IBGE nas estimativas anuais, na contagem populacional e no censo demográfico.

### Contagem da população 2007
No ano de 2007, cerca de 70 mil recenseadores foram contratados pelo IBGE para realizar a coleta de informações populacionais, que ocorreu no período de 16 de abril a 31 de agosto de 2007, apesar de a consolidação e depuração dos dados coletados terem se estendido até o final do mês de setembro.
A contagem da população foi realizada somente nos municípios com até 170 mil habitantes — pois a partir desta faixa, o coeficiente para o cálculo do FPM torna-se constante —, excetuando-se 21 municípios em algumas unidades da federação que vão além deste limite, mas que também foram recenseados pelo fato de que sobrariam um ou dois destes para que todo o estado fosse recenseado. No intuito de cortar gastos, o governo federal realizou, concomitantemente à contagem, o censo agropecuário 2006, que inicialmente seria realizado um ano antes.
Na contagem realizada em 2007, o IBGE inovou ao substituir os antigos questionários de papel pelo questionário eletrônico. Trata-se de um computador de mão ou personal digital assistant (PDA), que foi utilizado pelo recenseadores durante a coleta de dados. Estima-se que foram comprados cerca de 86 mil PDA's para a realização da contagem e do censo agropecuário.

### Contagem da população 2016
A Contagem da população que estava prevista para o ano de 2015, foi adiada para 2016 e depois cancelada devido a falta de recursos.